# A Night At The Opera
A Night at The Opera este un album din 1975 al trupei britanice de rock Queen. A fost produs de Roy Thomas Baker și Queen și se spune că la vremea sa a fost cel mai scump album produs vreodată. A fost lansat original de către EMI în Marea Britanie, unde a stat pe primul loc pentru nouă săptămâni iar în SUA a fost lansat sub Elektra Records clasându-se pe locul 4 și primind trei Discuri de Platină.
Numele albumului este inspirat din filmul cu același nume al fraților Marx, film pe care formația îl vizionase într-o seară la un studio unde grupul înregistra. În 1976 a urmat albumul A Day At The Races, al cărui nume este de asemenea inspirat după un film al fraților Marx.

## Tracklist
1. "Death on Two Legs (Dedicated to . . .)" (Freddie Mercury) (3:43)
2. "Lazing on a Sunday Afternoon" (Mercury) (1:07)
3. "I'm in Love with My Car" (Roger Taylor) (3:04)
4. "You're My Best Friend" (John Deacon) (2:52)
5. "'39" (Brian May) (3:30)
6. "Sweet Lady" (May) (4:03)
7. "Seaside Rendezvous" (Mercury) (2:14)
8. "The Prophet's Song" (May) (8:20)
9. "Love of My Life" (Mercury) (3:38)
10. "Good Company" (May) (3:23)
11. "Bohemian Rhapsody" (Mercury) (5:54)
12. "God Save The Queen" (trad., aranjament May) (1:13)

## Single-uri
- "Bohemian Rhapsody" (1975)
- "You're My Best Friend" (1976)

## Componență
- Freddie Mercury - voce, pian
- Brian May - chitară electrică, chitară acustică, harpă, banjo ukulele, voce de fundal, pian, koto
- Roger Taylor - baterie, percuție, voce de fundal
- John Deacon - chitară bas, contrabas, pian electric, voce de fundal